# نهر البانج

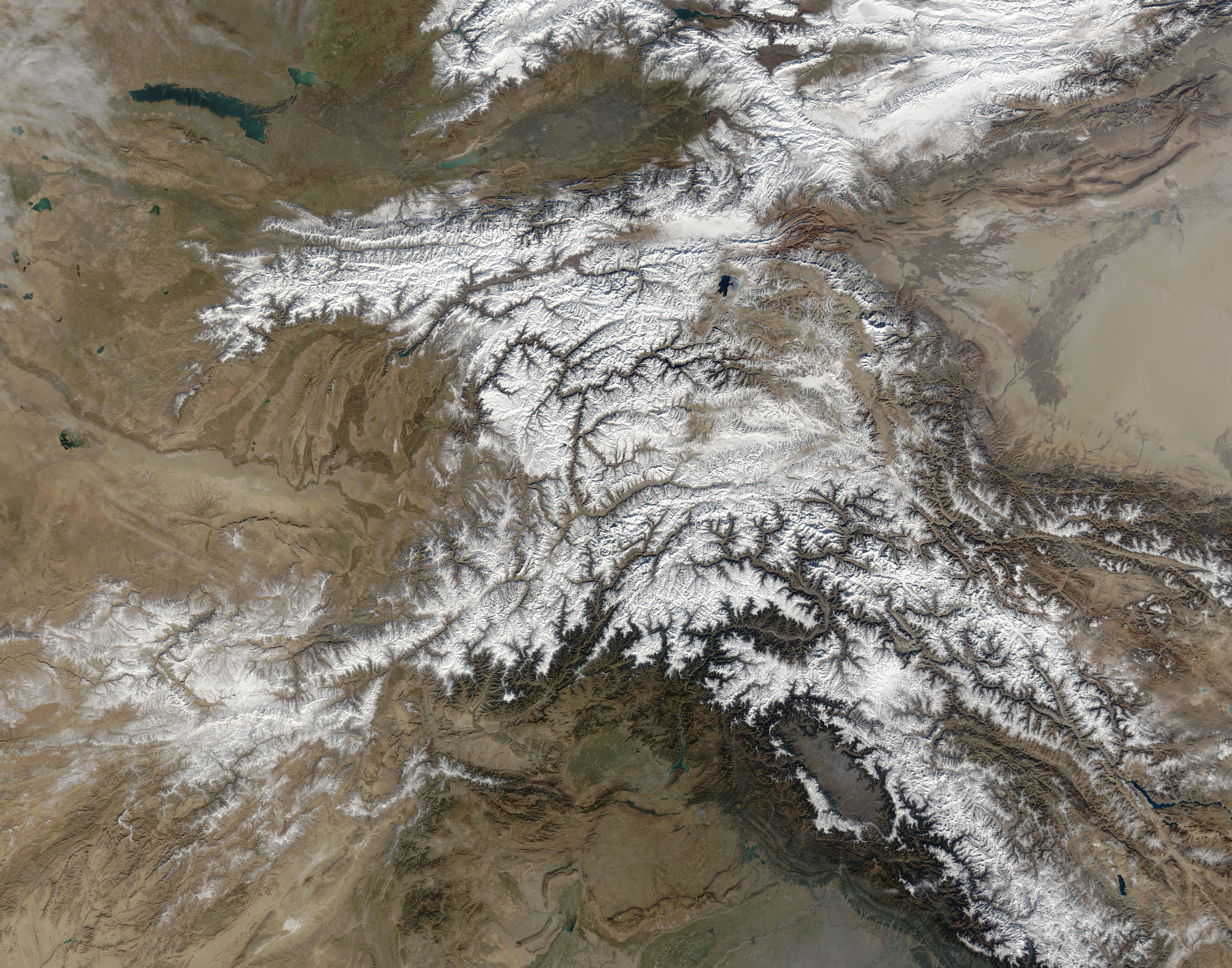
نهر البنج من الفضاء

البنج (تلفظ عربي: ‎[pændʒ]‏ بانج)، تلفظ عربي: ‎[pɑːndʒ]‏ بانج) ويُعرف تقليديًا باسم نهر أوخوس. يقع النهر في أفغانستان وطاجيكستان ويُعتبر أحد روافد آمو داريا. يبلغ طوله 921 كم وتصل مساحة حوضه إلى 114,000 كم². يشكل جزءًا كبيرًا من الحدود بين أفغانستان وطاجيكستان.
ينشأ النهر عند التقاء نهر بامير ونهر واخان بالقرب من قرية قلعَة-بانجة. يتدفق غربًا ليشكل جزءًا من الحدود بين أفغانستان وطاجيكستان، ويمر بمدينة خوروج، عاصمة إقليم غورنو-بادخشان المستقل في طاجيكستان. يستقبل بعدها أحد روافده الرئيسية، نهر بارتانغ. يتجه النهر بعدها نحو الجنوب الغربي حيث يلتقي نهر فخش ليشكلا نهر آمو داريا، الذي يُعدّ أكبر نهر في آسيا الوسطى. كان النهر ذا أهمية استراتيجية خلال الغزو السوفيتي لأفغانستان في الثمانينات.

## الاستهلاك المائي

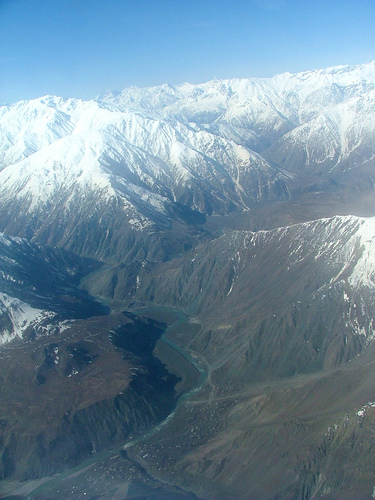
نهر البنج بالقرب من كيفرون

يُسمح لأفغانستان بسحب 9 ملايين متر مكعب سنويًا من مياه نهر البنج بموجب اتفاقية مائية أُبرمت مع الاتحاد السوفيتي عام 1946.
حاليًا، تستخدم أفغانستان 2 مليون متر مكعب فقط من مياه النهر. ووفقًا لمشروع حوض نهر البنج، يمكن أن تحدث أضرار بيئية إذا قامت أفغانستان باستخدام الحصة الكاملة من المياه المسموح بها بموجب الاتفاقية.

### الجسور
- جسر أفغانستان-طاجيكستان: بُني جسر طريق سريع فوق النهر بين طاجيكستان وأفغانستان عند بنج السفلى. أُبرم عقد البناء في مايو 2005، وبدأ العمل في يناير 2006 واكتمل في أغسطس 2007. موّل المشروع الولايات المتحدة بمبلغ 37 مليون دولار، ونفذته شركة البناء الإيطالية Rizzani de Eccher S.p.A. تحت إشراف سلاح المهندسين بالجيش الأمريكي. حل الجسر محل عبارة كانت تنقل 60 سيارة يوميًا فقط، وكانت تتوقف عن العمل في كثير من الأشهر بسبب التيارات القوية في النهر. أشارت تقارير RAWA إلى أن الجسر قد ساهم في تسهيل تجارة الهيروين التي تُعد أحد المصادر الاقتصادية الأساسية في أفغانستان.[3]
- جسر آخر بُني عند التقاء نهر غونت في خوروج عام 2003.
- يوجد جسر عند لنغار، قد يكون مغلقًا حاليًا.

كما أشرفت شبكة الآغا خان للتنمية على مشروع بناء سلسلة من ثلاثة جسور عبر نهر البنج بين طاجيكستان وأفغانستان.
- تم افتتاح أول هذه الجسور، الذي يربط بين تيم على الجانب الطاجيكي وديموغان على الجانب الأفغاني، في نوفمبر 2002، بحضور الرئيس الطاجيكي إيمومالي رحمنوف ونائب الرئيس الأفغاني هداية أمين أرسلا والآغا خان الرابع.[4][5]

- تبع ذلك افتتاح جسر الصداقة الطاجيكي-الأفغاني في دارواز في يوليو 2004.[6]

- جسر إشكاشم بين إشكاشم، أفغانستان وإشكاشم، طاجيكستان افتُتح في أكتوبر 2006.[7]